# Lista de partidos políticos em São Tomé e Príncipe
A nação de São Tomé e Príncipe tem um sistema multi-partidário desde o fim a década de 1980. Estes partidos refletem um mosaico de ideologias políticas, nesta que tem sido uma das ex-colônias portuguesas mais politicamente estáveis e maduras desde o fim da guerra fria.
Abaixo está uma lista dos partidos políticos com e sem representação na assembleia nacional.

## Partidos políticos

### Partidos políticos com assentos parlamentares
Os partidos com assento parlamentar são:
- Acção Democrática Independente (ADI)
- Movimento de Libertação de São Tomé e Príncipe – Partido Social Democrata (MLSTP-PSD)
- Partido de Convergência Democrática/Grupo de Reflexão (PCD/GR)[5]
- União dos Democratas para Cidadania e Desenvolvimento da Mudança (UDD)[6]

### Outros partidos
Partidos sem representação na Assembleia Nacional:
- Ordem Liberal Democrata (OLD)[7]
- Movimento Democrático das Forças da Mudança-Partido Liberal (MDFM-PL)
- Plataforma Nacional para Desenvolvimento (PND)[8]
- Partido da Estabilidade e Progresso Social (PEPS)[9]